# Рашев, Рашо
Рашо Станев Рашев (болг. Рашо Станев Рашев; 12 ноября 1943, Тича — 28 февраля 2008, около Червен-Бряга) — болгарский археолог, специалист по праболгарской археологии, доктор исторических наук и профессор.

## Биография

### Образование
Родился 12 ноября 1943 года в селе Тича. Окончил Великотырновский университет в 1969 году по специальности «История». Работал в Археологическом музее при Болгарской академии наук в Велики-Преславе, а также в отделе истории Средних веков Исторического музея в Силистре, с 1975 года научный сотрудник Шуменского отделения Археологического музея при БАН, в 1992—1993 годах — его руководитель.
В 1977 году защитил докторскую диссертацию на тему болгарских фортификаций эпохи Раннего Средневековья, с 1984 года старший научный сотрудник II степени. Доктор исторических наук с 2001 года, старший научный сотрудник I степени с 2002 года. Директор Национального археологического института и музея БАН в 2007—2008 годах.

### Научная деятельность
Рашо Рашев был участником многих международных форумов, а его идеи реализовались в одном из крупнейших проектов болгарской средневековой археологии — «Материалы карт средневекового болгарского государства (территория современной Северо-Восточной Болгарии)». Известен как редактор журналов «Плиска-Преслав» и «Проблеми на прабългарската история и култура», заместитель главного редактора издания «Разкопки и проучвания», член Научного совета Археологического музея при БАН, Специализированного научного совета по древней и средневековой истории, археологии и этнографии Высшей аттестационной комиссии.
Рашев преподавал в Шуменском университете, Великотырновском университете и Варненском свободном университете. Автор 5 книг и более 150 исследований и статей. Посещал крупнейшие археологические раскопки в городе Плиска и его окрестностях, с 1976 года руководил национальным историко-археологическим заповедником «Плиска» (Дворцовый комплекс), с 1974 года отвечал за охрану Внутреннего и Внешнего города. Занимался исследованием земляных укреплений, крепостей и некрополей периода Первого Болгарского царства в Северо-Восточной Болгарии (города Силистра, Разград, Варна и Шумен). Отдельно изучал историю болгарских рун (относил протоболгарские руны к руническому типу письменности, распространённому на территориях от Центральной Азии до Европы). Выступал с призывами изучать историю Болгарии на более углублённом уровне в школах для болгарских общин за границей.

### Смерть
28 февраля 2008 Рашо Рашев погиб во время пожара поезда «София — Кардам» (жертвами пожара стали всего 9 человек, 10 пострадали, два вагона сгорели дотла).
В 2012 году его имя было присвоено музею в национальном историко-археологическом заповеднике «Плиска» по распоряжению министра культуры Болгарии.